# Lukas Fadinger
Lukas Fadinger (Weiz, 27 settembre 2000) è un calciatore austriaco, centrocampista del Motherwell.

## Carriera

### Club
Cresciuto nel settore giovanile dello Sturm Graz, ha esordito in prima squadra il 20 maggio 2018, in occasione dell'incontro di Bundesliga vinto 2-0 contro l'Admira Wacker Mödling. Nel 2020 è stato acquistato dall'Hartberg.

### Nazionale
Ha giocato nelle nazionali giovanili austriache Under-16 ed Under-21.

## Statistiche

### Presenze e reti nei club
Statistiche aggiornate al 15 aprile 2023.
| Stagione             | Squadra              | Campionato           | Campionato | Campionato | Coppe nazionali | Coppe nazionali | Coppe nazionali | Coppe continentali | Coppe continentali | Coppe continentali | Altre coppe | Altre coppe | Altre coppe | Totale | Totale |
| Stagione             | Squadra              | Comp                 | Pres       | Reti       | Comp            | Pres            | Reti            | Comp               | Pres               | Reti               | Comp        | Pres        | Reti        | Pres   | Reti   |
| -------------------- | -------------------- | -------------------- | ---------- | ---------- | --------------- | --------------- | --------------- | ------------------ | ------------------ | ------------------ | ----------- | ----------- | ----------- | ------ | ------ |
| 2017-2018            | Sturm Graz II        | RL                   | 16         | 0          |                 | -               | -               |                    | -                  | -                  |             | -           | -           | 16     | 0      |
| 2018-2019            | Sturm Graz II        | RL                   | 20         | 3          |                 | -               | -               |                    | -                  | -                  |             | -           | -           | 20     | 3      |
| Totale Sturm Graz II | Totale Sturm Graz II | Totale Sturm Graz II | 36         | 3          |                 | -               | -               |                    | -                  | -                  |             | -           | -           | 36     | 3      |
| 2017-2018            | Sturm Graz           | BL                   | 2          | 0          | CA              | -               | -               | UEL                | -                  | -                  |             | -           | -           | 2      | 0      |
| 2019-2020            | Lafnitz              | 1L                   | 24         | 2          | CA              | 1               | 0               |                    | -                  | -                  |             | -           | -           | 25     | 2      |
| 2020-gen. 2021       | Hartberg             | BL                   | 0          | 0          | CA              | 1               | 0               | UEL                | 0                  | 0                  |             | -           | -           | 1      | 0      |
| gen.-giu. 2021       | Lafnitz              | 1L                   | 16         | 2          | CA              | -               | -               |                    | -                  | -                  |             | -           | -           | 16     | 2      |
| 2021-2022            | Lafnitz              | 1L                   | 22         | 5          | CA              | 3               | 0               |                    | -                  | -                  |             | -           | -           | 25     | 5      |
| Totale Lafnitz       | Totale Lafnitz       | Totale Lafnitz       | 62         | 9          |                 | 4               | 0               |                    | -                  | -                  |             | -           | -           | 66     | 9      |
| 2022-2023            | Hartberg             | BL                   | 23         | 2          | CA              | 2               | 0               |                    | -                  | -                  |             | -           | -           | 25     | 2      |
| Totale Hartberg      | Totale Hartberg      | Totale Hartberg      | 23         | 2          |                 | 3               | 0               |                    | 0                  | 0                  |             | -           | -           | 26     | 2      |
| Totale carriera      | Totale carriera      | Totale carriera      | 123        | 14         |                 | 7               | 0               |                    | 0                  | 0                  |             | -           | -           | 130    | 14     |